# Окружна болница у Нишу
Окружна болница у Нишу, основана 17. јула 1881, прва је српска, цивилна здравствена установа у Нишу и широј околини основана након ослобођења југа Србије од Турака 1878. и његовог уласка у састав Кнежевине Србије. Са радом је почела три године након оснивања Војне болнице Ниш (1878) уз помоћ њених лекара, на иницијативу Министарства унутрашњих дела Кнежевине Србије, као претеча садашњег Клиничког центра.

## Називи болнице
Окружна болница од 1881. до 1915. • Нишка окружна болница I реда од 1915. до 1922. • Нишка обласна болница 1922. до 1929. • Државна болница 1929. до 1948. • Општа градска болница 1948. до 1959. • Општа среска болница 1959. до 1961. • Општа болница 1961. до 1965. • Клиничка болница 1965 до 1971. • Универзитетски клинички центар од 1971. до 1993. • Клинички центар Ниш од 1993.

## Услови који су претходили настанку болнице
Борбе за ослобођење Ниша од Турака, Кнежевина Србија је отпочела 29. децембра 1877. Кнез Милан Обреновић је ушао у Ниш 11. јануара 1878. Чланом 3 Санстефанског споразума Ниш је припојен Кнежевини Србији. У периоду од ослобођења до Мајског преврата Ниш је често називан Друга престоница Србије.
Почетком 1878. у Нишу је живело 12.801 становника у граду није било дипломираних лекара. Одмах по ослобођењу Ниш је у хигијенском погледу представљао стравичну слику. Код оболелих су доминирале туберкулоза, трбушни тифус, дизентерија, маларија и полне болести. Здравствено васпитање није постојало. Куће су углавном биле неусловне за становање, улице узане, прљаве као и дворишта у која се изливала отпадна вода. У двориштима се слободно чувала стока а водоснабдевање и уклањање отпадака било је нерешено, те су због велике близине загађивача и бунара биле честе епидемије цревних заразних болести.
Здравствена култура становништва била је на ниском нивоу. Сујеверни народ користио је услуге надрилекара, травара, видара и турских хећима.
Ниш је постао погранични гарнизон, а након повлачења Турака и њихових лекара, остао је без ваљане здравствене заштите, у тренутку када је градом владала велика смртност њених грађана, што је захтевало хитно оснивање болнице.
Ослобађањем Ниша од Турака и уласком у град српска војска грађанима Ниша није донела само слободу већ и здравствену заштиту. Са њом у Ниш пристижу и први школовани лекари, апотекари и лекарски помоћници. Та године оснивана је и прва здравствена устанава у Нишу, Војна болница код Ћеле Куле.
Формирање и почетак рада Војне болнице за град Ниш, ширу околину, и цео југ Србије значио је истовремено први зачетак организоване здравствене заштите становништва на овим просторима. Њеним оснивањем започео је и развој здравства у Нишу.
Три године након оснивања Војне болнице основана је 1881. и прва цивилна, Окружна болница у Нишу, захваљујући еминентним лекарима Војне болнице који су хонорарно радили (као и већи број њених припадника) и тиме допринели њеном у оснивању и раду.
Непосредно пред оснивање Окружне болнице у Нишу, 1880. године, целој Србији било је 105 лекара и 15 лекарских помоћника, (од којих је око 40% , или 38 лекара и 2 лекарска помоћника радило у Београду), 25 бабица (од којих је 75% или 19 радило у Београду) и 32 апотекара. У нишком округу те године је радило 9 лекара и 2 апотекара.

## Настанак и развој1881—1908
Јуна месеца 1881. Министарство унутрашњих дела Србије, ставља у задатак своме инспектору др М. Јанковићу
| „ | ...„да што скорије крене на пут и оде у Ниш, Прокупље, Књажевац, Пирот, Врање, Лозницу и Ћуприју и да тамо устроји и отвори окружне болнице и као овлашћени делегат може предузети и извршити све оне мере у границама закона и санитетског буџета, које за удесне нађе, да се дотичне болнице што пре отворе“... | ” |

Др М Јанковић је стигао у Ниш 2. јула 1881. и одмах поставио захтев окружном начелнику Ниша,
да нареди општинском суду да пронађе све куће у Нишу,...„које би се за болницу могле употребити“... Лично је све куће прегледао 6. јула 1881. и о затеченом стању известио свог начелника:
| „ | ...„погодим се са неким Андоном за његову кућу која је од свију најудеснија била. У овој кући има 9 добрих соба, 3 кујне, и још 3 мале коморе; има доста просторија за све потребе у болници и могу се лако до 40 болесника сместити. Погођено за 10 дуката месечне кирије. Наредио сам да се закључи уговор за кућну кирију и њене оправке да се изврше и персонал спреми. Направљен је и договор са управником затвора да се столарски и качерски посао за болницу изради у затворској радионици“... | ” |

### Одлука о оснивању болнице и њена први задаци
По одлуци Др М Јанковића, Окружна болница у Нишу, је основана и смештена у приватној кући изнајмљеној за те потребе, која се налазила на левој обали Нишаве, изнад градског парка. Прве пацијенте је примила 17. јула 1881. Према „Закону о уређењу санитетске струке и очувању народног здравља од 30. марта 1881.“ Окружна болница у Нишу је морала да набави:
„... печат са грбом, сандук хируршких инструмената, акушерски прибор, џепни етви, есмархов констриктор, прибор за хлороформирање, прибор вагиналних спекула, кљешта за зубе, прававцове штрцаљке, један сандук инструмената за секцирање, сандук за ручну апотеку са лекаријама, алат за пуштање крви, џезве за теј, клистир, иригатор са разним наставцима, бубрежни леген, термометар, сунђере, пешкире и тегове...“
Првобитна намена болнице
У прво време, Окружна болница је била уточиште за оболеле проститутке од венеричних болести и лица оболела од туберкулозе. Разлог за доношење такве одлуке био је велики проблем са проституцијом у Нишу који је утолико био већи јер Ниш (поред Београда) највише имао путника и странаца, који су кроз град пролазили главни Балканским друмови и има много војске у гарнизону. Болесници су примани на основу уверења општине о имовном стању. Сиромашни болесници су лечени на терет санитетског фонда, а за оболеле од сифилиса није било потребно никакво уверење. Болесник је подносио и исправу од полиције или општинског суда где се разболео и како је болест текла. У болници се болесник морао окупати, а његово одело је чувано у болничком магацину.

### Први персонал болнице
Први персонал болнице чинила су два болничара, једна нудиља и једна куварица „... а главну функцију вршио је један лекарски помоћник са економом...“ све до именовња првог управника Окружне болнице у Нишу дипломираног лекара др Антона Зајичека. Дужност помоћног лекара дуго је обављао је Јован Памбуковица.
Први управник болнице са дипломом медицине др Антоније Антон Зајичек (1845-1888), лекар чешког порекла био је један од пионира српске медицине у Нишу. По завршеним студијама медицине, др Антоније Зајичек је дошао у Србију 1879. године, само годину дана након ослобођења Ниша и јужних крајева Србије од Османлија, и Указом кнеза Милана М. Обреновића, постављен је за контрактуалног физикуса Oкруга нишког-службеникa V класе. Као окружни физикус др Зајичек је истовремено обављао и дужност управника Окружне болнице у Нишу.
| „ | По тадашњим законима, физикус је био државни чиновник па је имао да лечи све којима је помоћ била потребна, а сиромашне на терет болнице. Морао је да живи у месту запослења, а његова мисија чувара народног здравља укључивала је дужности управника болнице, хигијеничара, епидемиолога а врло често и марвеног лекара. Треба имати на уму да су у то време владале велике епидемије и да је у Србији било неколико карантина или тзв састанака за људе и за стоку, а најближи Нишу био је алексиначки карантин. | ” |

Доктор Зајичек је остао на дужности управника до 1887. када га замењује др Димитрије Милићевић, чијом заслугом је уз стручну помоћ првог сталног хирурга у Нишу - мајора др Михајла Петровића 1897. отворено Хируршко одељење Окружне болнице у Нишу. 
У исто време када је отворено хируршко одељење Моравске сталне војне болнице Ниш на иницијативу др Димитрија Милићевића, под руковотством мајора др Михајла Петровића, отворено је и хируршко одељење нишке Окружне болнице. Нажалост зграда није била подесна. По простору је била мала, нарочито за специјалан задатак, који јој је био намењен - лечење не само нишлија већ и грађана из „Старе Србије“ и Македоније који су кроз Ниш пролазили на путу за Софију. Ево како стање у хируршком одељењу описује његов саоснивач др Петровић:
| „ | ...„Али, од како би отворено, хируршко одељење нишке Окружне болнице, доби њена околина изглед каквог турског вилајета. Препунише је поданици из Турске царевине, тако да је бивало дана када ни једног болесника нисмо имали из своје уже отаџбине“... | ” |

И поред таквих услова у Окружној болници, за 45 дана рада у 1897. др Михајло Петровић је извршио 13 великих хируршких операција у наркози. У наредним годинама болница бележи пораст броја хируршких интервенција које у 1908. достижу бројку 400.

### Услови који су владали у болници до 1907.
Од 1883. до 1887. године, са повременим прекидима из месеца у месец, Окружну болницу снабдевао је контингентима лекова, један од првих апотекара и власника једне од две апотеке у Нишу ослобођеном од Турака Ђорђе Блесидес, познати национални радник и један од чланова Нишког комитета за борбу против Турака. Снабдевање болнице из ове апотеке престаће са смрћу Ђорђа Блесидеса 1888. године.
Хигијенски и други услови у болници су били јако лоши, због недостатка новца, медицинског особља и неусловности објекта болнице. У наставку овог текста, читалац ће се уверити да и Окружна болница у Нишу у време свог оснивања и рада, није много одступала по стању и изгледу од осталих болница у Србији како то у својим забелешкама наводи др Кандића (нап. др М Димић).
Најбољи приказ о изгледу и организација рада у окружним болницама тога доба, дао је у својим записима др Милош Кандић у којима износи своје мишљење о болницама у Србији с краја 19. века:
| „ | ..„Осамдесетих година 19. века окружне болнице у Србији делиле су се у болнице првог и другог реда: у први ред разврстане су окружне болнице у; Нишу, Крагујевцу, Зајечару и Чачку, које су могле имати најмање 100 болничких постеља и следећа одељења у свом саставу; интернистичко, хируршко, одељење за породиље и женске болести и одељење за заразне болести. У други ред развртане су остале окружне болнице. Руковање са њима (нап. болницама) требало би другачије уредити, да оне на већој висини стоје неголи сада, да се њима придаду сви они услови без којих не може бити нега и лечења према правилима науке и без којих ће наше болнице вазда у хрђавом гласу стајати код нашег народа, те ће се и даље радије лечити травама, молитвама и враџбинама итд. него што ће болницу потрефити“... | ” |

Није прошло много времена, а у граду је већ било 20 лекара, шест апотекара, 16 лекарских и осам апотекарских помоћника и 236 болничара. Међу њима су били; др Леополд Шнекендорф, срески лекар, др Михаило Марковић, хирург, др Богуслав Завиђал, лекар, Тодор Лилас, варошки лекар, Василије Ђ. Блесидес, апотекар, Атила Околичани, апотекар, Пера Аранђеловић, апотекарски помоћник, Лишка, санитетски поручник, Милан К. Бранковић, војни апотекар, санитетски мајор, Димитрије Фредић и санитетски поручник, Милан К. Бранковић.
Од 1881. до 1909, Окружна болница у Нишу располагала је са 50 болесничких постеља, а број болесника за то време је порастао од 596 на 1073. У истом периоду управници Окружне болнице били су и доктори Ђура Гаврић (1898-1902) и доктор Павле Јефтић, који је са малим прекидима (у току балканских ратова) радио у болници све до смрти 1915. Општински лекари у Нишу до Првог светског рата су били: др Михајло Лишчински, др Младен Грујић, др Јован Богдановић (1896-1912), др Ђорђе Поповић (1902-1912), др Боривоје Бераха (1910-1914), др Милан Петровић и др Илија Палигорић
Број лечених у Окружној болници је стално растао и 1907 768 лечених болесника остварило је 17.758 болесничких дана, уз просек дана при лечењу од 22,86. Издаци за лекове били су те године 7.112 динара, а за остале потребе 32.558 динара.

## Окружна болница у Нишу1908—1915
Напредак у раду Окружне болнице настао је 1908. када почиње изградња прве од три наменске болничких зграда на локацији данашњег Клиничког центра Ниш, на имању Тодора Миловановића од кога су откупљена три хектара слободног земљишта за ову намену.
Нишки округ је 1909. године имао 186.867 становника, о чијем здрављу се старало 23 лекара, од тога 10 војних лекара у Моравској сталној војној болници, и 13 градских, од чега три у Окружној болници у Нишу. С порастом становништва расла је и потреба за изградњом већих капацитета и зато је 1910. следило отварање нове зграде Окружне болнице у Нишу;
...„Тада је Др Павле Јефтић – управник - уз помоћ председника општине Тодора Миловановића свечано отворио ново здање Окружне болнице, које је имало три велике и неколико помоћних зграда. Једна је била намењена за смештај пацијената, друга је била инфективно одељење, трећа је служила за управу болнице. Све зграде су биле осветљене електричним светлом, а болничко двориште засађено је стаблима багрема, кестена, борова“...
Зграда хируршке клинике подигнута је у време када је председник Владе Краљевине Југославије био Драгиша Цветковић.
Највећа зграда (на слици горе) намењена болесницима имала је подрум, приземље и два спрата (зграда у којој се данас налазе Клиника за гастроентеологију и хепатологију, Клиника за кардиоваскуларне болести, Клиника за хематологију и клиничку имунологију и Клиника за ендокринологију и болести метаболизма).
 Друга мања, приземна зграда била је намењена за смештај болеснике од заразних болести (у њој се данас налази Центар за нуклеарну медицину Клиничког центра Ниша).
Трећа, мања зграда, наменски је грађена за управу Окружне болнице и становање управника и економа (данас је то Клиника за кожне и полне болести).
 Десно од главног улаза у Окружну болницу налазила се кухиња и штала за болничке коње и волове.

У кругу болнице биле су подигнуте и мање помоћне зграде за становање особља, радионица и капела. Од самог отвања наменски грађена болница имала је електрично осветљење. Водовода и канализације није било, али је за највећу зграду вода обезбеђивана преко моторне пумпе из бунара у дворишту болнице. Капацитет Окружне болнице је износио 170 постеља, а у болници су радила 4 лекара. У то доба Ниш је имао 24.949 становника
До почетка Првог светског рата Окружна болница у Нишу била је у надлежности Министарства унутрашњих дела Србије., а после рата наилази време наглог развоја Болнице у Нишу која снажи, и мења називе.
Од 1915. године до 1922. званични назив болнице у Нишу је Нишка окружна болница првога реда, да би знатно касније прерасла у Клинички центар Ниш.,
Под стручним надзором управника, др Павла Јефтића, првог нишког интернисте и кардиолога, Окружна болница се развијала узлазном линијом, али су ратови,  а посебно ратне заразе (епидемија колере и пегавог тифуса) утицале негативно на даљи развој болнице. Међу бројним жртвама епидемије 1915. био је и њен управник др Јефтић. Уместо покојног др Павла Јефтића на дужност управника долази др Ева Хаљецка, први гинеколог у Нишу, која је имала незахвалну дужност да Окружну болницу преда окупатору Србије. Окружна болница исте године је променила назив у Нишку окружну болницу првог реда.

## Окружна болница у Нишу од1915...
Од 1915. до 1922. госине званични назив болнице у Нишу је Нишка окружна болница првога реда. У том периоду болница је радила у веома тешким ратним условима и под окупацијом све време Првог светског рата. Тако се у Ниш, и Окружну и војну болницу, 1914. и 1915, што санитетским возом што дугим транспортним средствима, сливала не само „река“ многобројних избеглица, рањеника и болесника већ и „најезда“ милиона вашију и бактерија, узрочника епидемија болести. Тако ће заједно са Војном болницом у Нишу Окружна болница постати једна од највећих епидемиолошких заразних болница у Србији.